# Pastura (Nuovo Messico)
Pastura è un census-designated place (CDP) degli Stati Uniti d'America della contea di Guadalupe nello Stato del Nuovo Messico. La popolazione era di 23 abitanti al censimento del 2010. Si trova circa a metà strada tra Santa Rosa e Vaughn.

## Geografia fisica
Secondo lo United States Census Bureau, il CDP ha una superficie totale di 0,9 km², dei quali 0,9 km² di territorio e 0 km² di acque interne (0% del totale).

## Storia
La comunità fu fondata nel 1901 come fermata dell'acqua per le locomotive a vapore della Southern Pacific Railroad. Nel 1903 lo US Postal Service costruì un ufficio postale a Pastura in risposta alla sua crescita, e nel 1907, la Southern Pacific Railroad costruì un tubo di legno di 142 miglia (229 km) dalla catena montuosa della Sierra Blanca fino a Pastura.
La piccola cittadina cadde in declino quando fu bypassata dalla Route 66, che passò 20 miglia (32 km) a nord. Quando le locomotive a vapore furono sostituite con le locomotive diesel negli anni 1940, la ferrovia non necessitava più di Pastura come fermata dell'acqua, e la cittadina cadde ancora di più in declino. Oggi l'area è una piccola comunità agricola.
L'autore chicano Rudolfo Anaya è nato a Pastura nel 1937.

## Società

### Evoluzione demografica
Secondo il censimento del 2010, la popolazione era di 23 abitanti.

### Etnie e minoranze straniere
Secondo il censimento del 2010, la composizione etnica del CDP era formata dall'86,96% di bianchi, lo 0% di afroamericani, lo 0% di nativi americani, lo 0% di asiatici, lo 0% di oceanici, il 13,04% di altre razze, e lo 0% di due o più etnie. Ispanici o latinos di qualunque razza erano l'82,61% della popolazione.